# 許晉奎

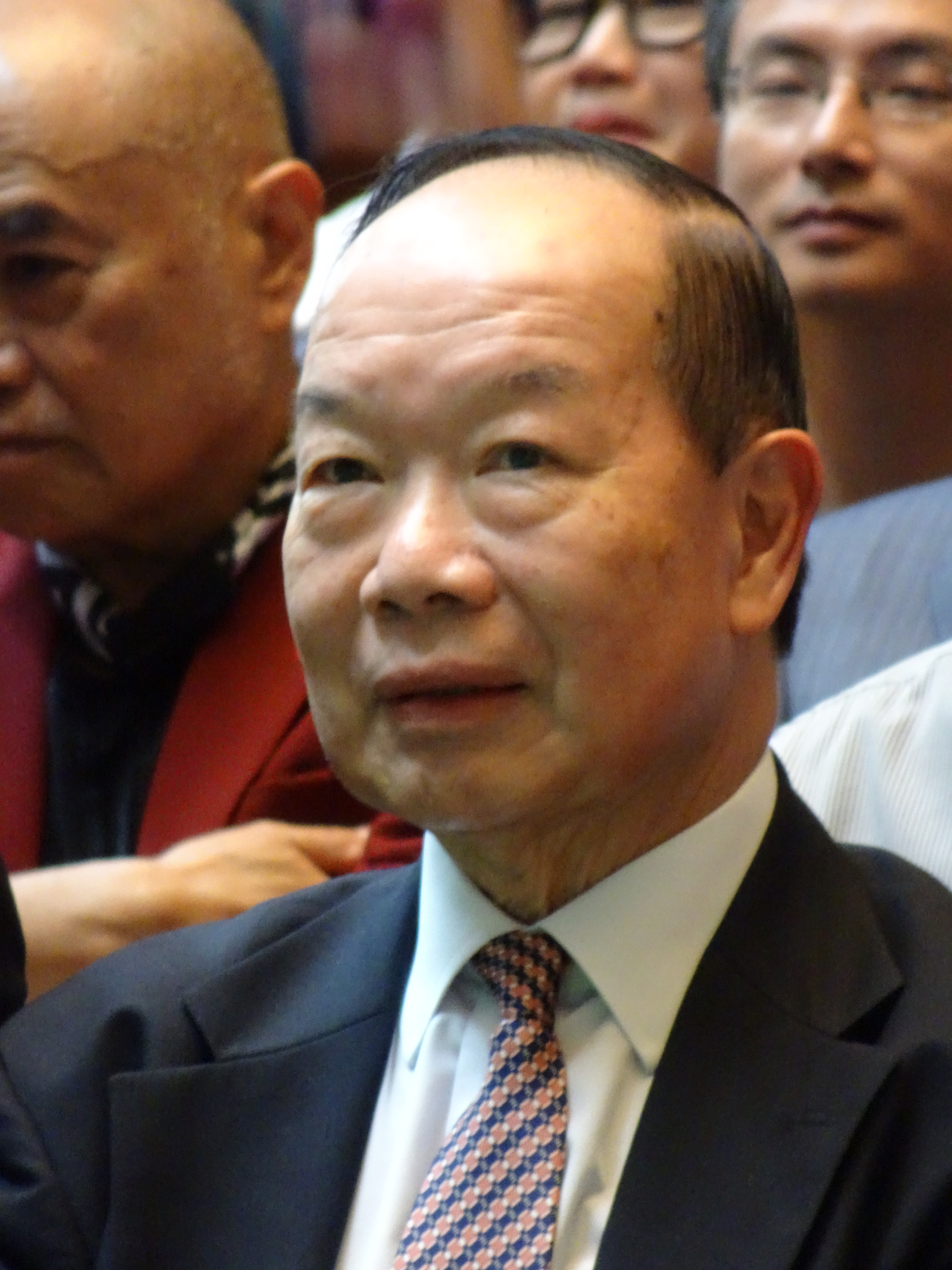
許晉奎

許晉奎，GBS，MBE，JP（1938年—），人稱「大奎」，祖籍廣東湛江，香港商人，許愛周家族成員，熱心於體育事務。現任中國香港體育協會暨奧林匹克委員會副會長，南華體育會會長，香港遊樂場協會會長，前香港賽馬會董事，前香港足球總會主席。

## 簡歷
許晉奎在1957年畢業於赤柱聖士提反書院中五年級，同屆同學有何鍾泰。許於1969年加入南華體育會，1982年首次出任執委會主席，曾先後擔任11任南華會主席。之後擔任多項體育公職，2004年4月1日獲香港政府委任為精英體育事務委員會主席。

## 名下馬匹
許晉奎身為香港賽馬會會員，旗下亦有多匹賽駒，全部以「金剛」命名，包括無敵金剛（同一馬名曾使用兩次）、神奇金剛、王者金剛、神勇金剛、風雷金剛、神威金剛、神鑽金剛、神俊金剛、神彩金剛、神龍金剛、神劍金剛、神箭金剛、神速金剛、神力金剛、神雄金剛、神幻金剛、神電金剛、神霸金剛、神寶金剛、神火金剛、神亮金剛、神朗金剛、神逸金剛、神毅金剛、神魔金剛、神煞金剛、神虎金剛、神異金剛、神燦金剛，早期大部份由已故的王兆旦、簡炳墀訓練，現則交由葉楚航馬房訓練。
其中「神鑽金剛」贏得12場頭馬，該駒自1996-1997年度馬季開始服役，直至2002-2003年度退役，期間共跑了106場，成為香港紀錄，但其後被胡森馬房的鄺流想名下賽駒「神殿」打破。「神彩金剛」則曾奪得2001年度皇太后紀念盃。

## 曾擔任職務
中國
- 廣東省湛江市政協名譽主席
- 廣東省政協委員（一九八八至二零零三）

香港
- 中國香港體育協會暨奧林匹克委員會副會長 (1998年起)
- 香港體育委員會 成員 (2005年起)
- 2009年東亞運動會有限公司董事局成員 (2005年起)
- 精英體育事務委員會主席 (2004年起)
- 香港賽馬會董事 (2004年-2007年)
- 香港康體發展局主席 (2003-2004年度)
- 香港體育代表團團長
- 南華體育會會長
- 香港足球總會主席 (1976年-1979年，1982年-1983年，1985年-1988年，1991年-1993年，1996年-1999年)
- 香港遊樂場協會主席 (1986年起)
- 香港排球總會會長 (2000年-2014年)
- 香港保齡球總會永遠名譽會長
- 香港單車聯會名譽會長
- 香港乒乓總會名譽會長
- 香港武術聯會名譽會長
- 香港大專體育協會名譽會長
- 香港學界體育聯會名譽會長
- 香港體育記者協會副會長
- 香港足球裁判會贊助人

## 榮譽
- 1989年：太平紳士
- 1996年：MBE勳銜
- 2004年：銀紫荊星章[5]
- 2010年；金紫荊星章

## 資料來源
1. 1 2  . 華僑日報. 1957-10-19: 14  [2022-04-17].
2. ↑  . 華僑日報. 1956-07-08: 9  [2022-05-03].
3. ↑  .   [2007-03-12]. （原始内容存档于2007-03-12）.
4. ↑  .   [2007-09-27]. （原始内容存档于2007-09-27）.
5. ↑  . 文匯報. 2004-07-01  [2020-10-18]. （原始内容存档于2020-11-02）.